# Führerschule der Deutschen Ärzteschaft

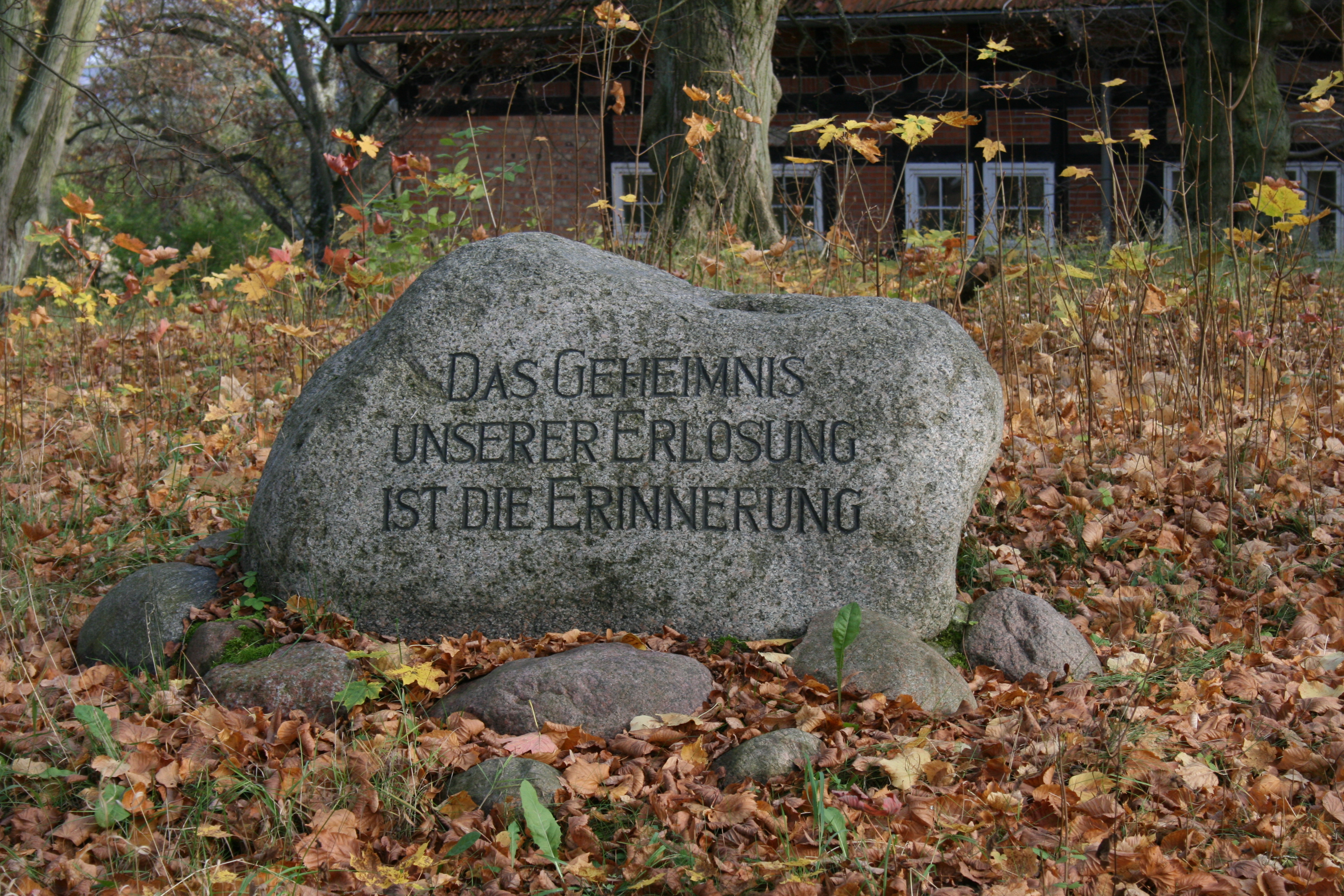
Gedenkstein im Park von Alt Rehse

Die Führerschule der Deutschen Ärzteschaft war eine von 1935 bis 1943 bestehende Einrichtung des Nationalsozialistischen Deutschen Ärztebundes (NSDÄB) im Ortsteil Alt Rehse der Stadt Penzlin bei Neubrandenburg. Sie diente nach den Vorstellungen des NSDÄB der „weltanschaulichen Schulung“ von Ärzten, Zahnärzten, Apothekern sowie Hebammen und war die zentrale Institution des NSDÄB zur ideologischen Unterweisung der deutschen Ärzteschaft während der Zeit des Nationalsozialismus.

## Bedeutung und Aktivitäten

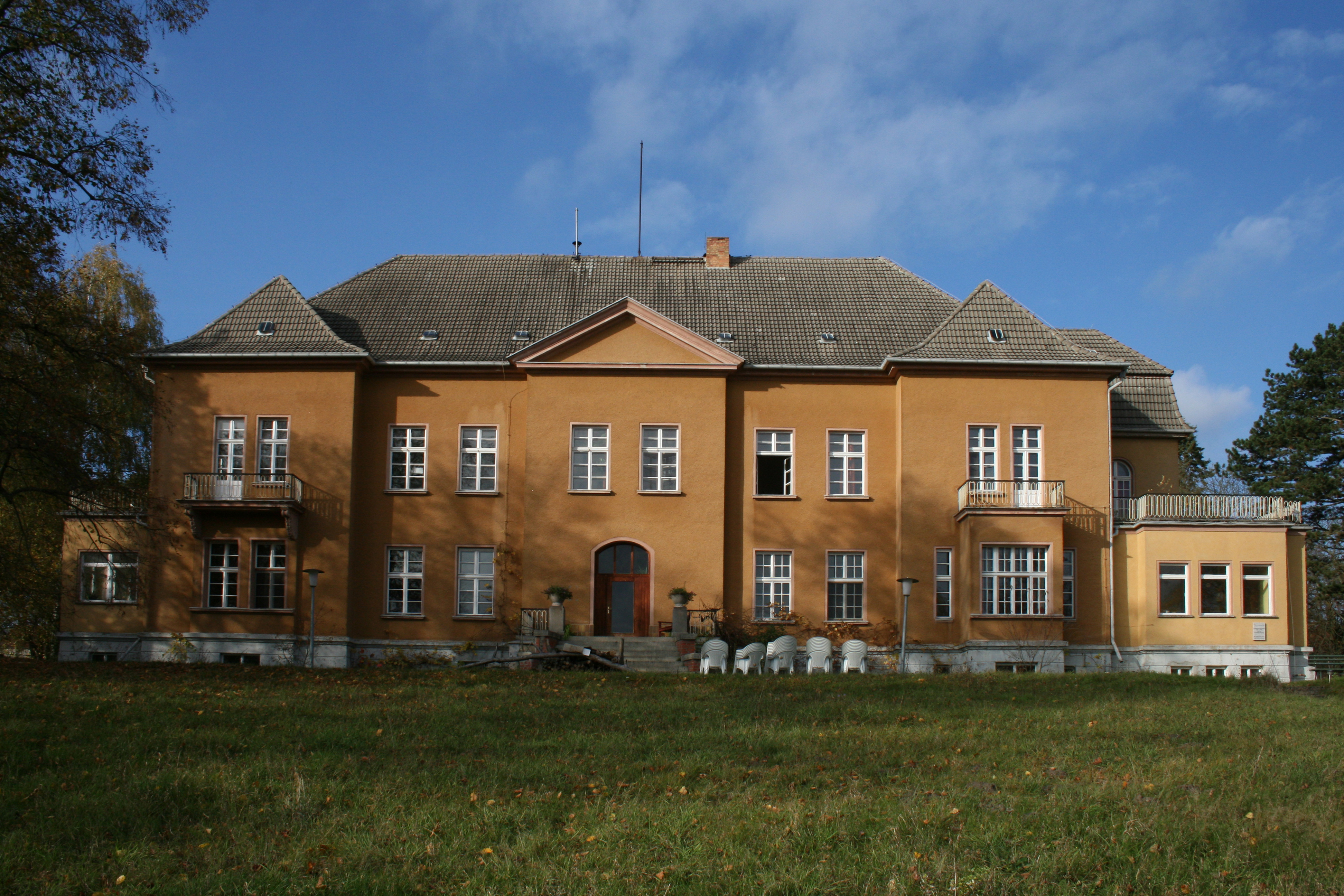
Gutshaus im Park von Alt Rehse

Die Führerschule in Alt Rehse sollte nach den Planungen zu ihrer Errichtung Modellcharakter für vergleichbare Einrichtungen, wie die NS-Ordensburgen, haben. Aufgabe der Schule war nicht die fachliche Aus- und Weiterbildung der Ärzte und sonstigen Berufsgruppen im medizinischen Bereich, sondern die ideologische Schulung ausgewählter Führungskräfte im Gesundheitswesen und damit die Herausbildung einer „Elite“ unter dem nationalsozialistisch eingestellten Teil der Ärzteschaft. Dies sollte der Durchsetzung der nationalsozialistischen Gesundheitspolitik einschließlich der Rassenhygiene dienen. Die Schule und der Ort Alt Rehse, der baulich entsprechend umgestaltet wurde, hatten dementsprechend einen ausgeprägten ideologischen und architektonischen Symbolcharakter. Gründer und erster Leiter der Einrichtung war Hans Deuschl. Nachfolger Deuschls und letzter Leiter wurde zum Jahreswechsel 1940/1941 Johannes Peltret.
Der Eugeniker und SA-Arzt  Hermann Boehm schulte von 1937 bis 1942 auf Weisung der Reichsärztekammer Mediziner im Bereich „Erb- und Rassenpflege“ am an der Schule von ihm geleiteten Erbbiologischen Forschungsinstitut in Alt Rehse. Zusätzlich sollte eine Nachwuchsförderung aufgebaut werden: Bis Ende 1939 durchliefen im Bereich der Nachwuchsförderung allerdings nur drei Ärzte diese Unterweisung: Richard Espenschied, Friedrich Ruttner und Gerhard Schubert. Einer von Boehms Mitarbeiter wurde 1939 der österreichische NSDAP-Angehörige Ruttner, der später das Institut für Bienenkunde in Oberursel leitete; die Mitarbeiterstellen wurden jedoch nach Kriegsbeginn gestrichen.
Die Lehrgänge und Kurse wurden, einschließlich des Vortragsprogramms und der Dozenten, bis 1937 in Zeitschriften wie dem Deutschen Ärzteblatt veröffentlicht, danach erfolgte die Bekanntgabe über die Fachpresse nur noch vereinzelt und ohne Angabe von Details. Sie richteten sich anfangs vor allem an die Gau- und Kreisamtsleiter des Amtes für Volksgesundheit und später an Hochschullehrer und Vertrauensärzte sowie andere Ärzte, Apotheker und Hebammen insbesondere in verschiedenen Führungspositionen. Die Teilnahme erfolgte in der Regel nicht aufgrund einer Bewerbung, sondern nach Auswahl durch vorgesetzte Personen, wodurch der elitäre Charakter der Einrichtung betont werden sollte. Mindestvoraussetzungen waren die Mitgliedschaft in der Nationalsozialistischen Deutschen Arbeiterpartei (NSDAP) und „politische Zuverlässigkeit“.

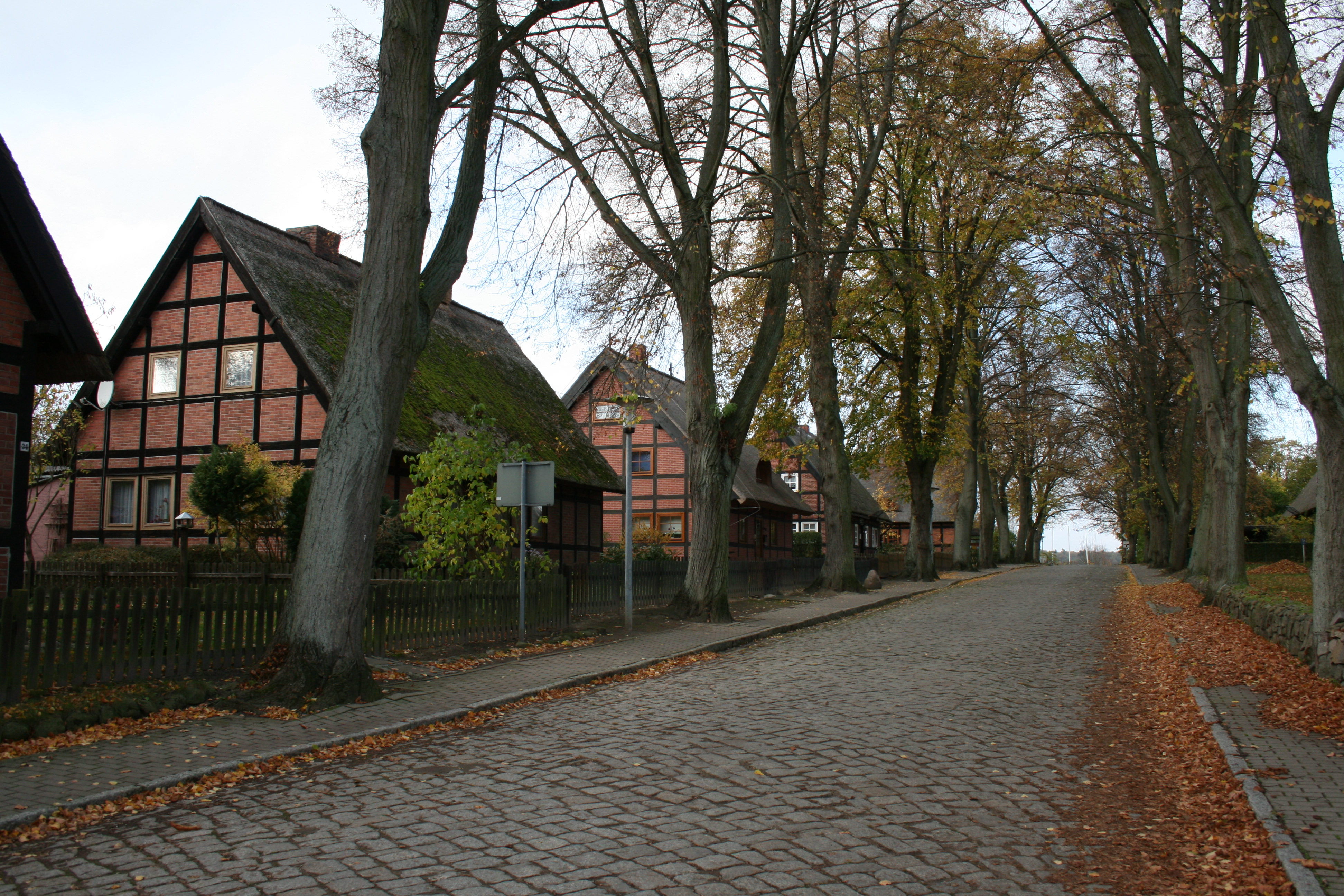
Dorfstraße von Alt Rehse

Zwischen Juni 1935 und Ende August 1939 fanden mindestens 73 Lehrgänge, Schulungen, Tagungen und Kurse in der Führerschule statt. Die Mehrzahl der Kurse richtete sich an Ärzte und an (ärztliche, aber auch politische) Funktionäre, wobei ab 1936 ein Schwerpunkt auf  den Lehrgängen für Jungärzte lag. Die Führerschule der Deutschen Ärzteschaft wurde zudem für Kurse für Hebammen, Apotheker,   Zahnärzte und Laienverbänden genutzt.
Weitere Unterlagen der Schule wie Kurspläne und Teilnehmerlisten gelten als verschollen. Es ist ungeklärt, ob sie nach 1945 vernichtet oder von der Roten Armee beschlagnahmt wurden. Geschätzt wird, dass pro Jahr etwa 14 Schulungen mit rund 100 beziehungsweise später etwa 130 Teilnehmern stattfanden, woraus sich eine geschätzte Gesamtzahl von rund 12.000 Teilnehmern ergibt, darunter etwa 10.000 Ärzte. Bezogen auf rund 59.000 approbierte Ärzte im Jahr 1939 in Deutschland bedeutet dies, dass rund jeder sechste Arzt an einer Schulung in Alt Rehse teilnahm, von den nach 1935 approbierten Ärzten sogar rund jeder vierte.
Die Dauer der Kurse betrug sieben bis zehn Tage. Für sogenannte „Jungärzte“ gab es ab 1936 auch vierwöchige Kurse, die auf das praktische Jahr im Rahmen ihrer Ausbildung angerechnet wurden. Die Inhalte der Kurse umfassten unter anderem rechtliche Themen, die Rolle des Arztes bei der nationalsozialistischen Erziehung, die Nürnberger Gesetze, militärmedizinische Aspekte wie Gasschutz und Sanitätstaktik, Rassenbiologie und Erblehre sowie Naturheilkunde und ernährungswissenschaftliche Probleme. Teil des Kursprogramms war auch ein Arbeitsdienst, so wurden „Jungärzte“ zum Straßenbau in der Umgebung herangezogen. Der Tagesablauf einschließlich Frühsport und Fahnenappell war streng reglementiert und schloss das Tragen einer einheitlichen Kleidung mit ein.
Keiner der an der Führerschule der Deutschen Ärzteschaft tätigen Dozenten und Funktionäre des NSDÄB wurde nach 1945 juristisch zur Verantwortung gezogen. Im Rahmen des Nürnberger Ärzteprozesses wurde der Arzt Kurt Blome auch zu Alt Rehse befragt, er verharmloste jedoch die Bedeutung der Einrichtung für die ideologische Schulung der Ärzte. In den Urteilen des Prozesses spielte die Schule keine Rolle. Ihr Gründer Hans Deuschl wurde im Rahmen der Entnazifizierung als „Minderbelasteter“ eingestuft. 1947 wurde der Eugeniker Boehm im Rahmen der Ermittlungen zum Nürnberger Ärzteprozess vernommen. Sein Mitarbeiter Friedrich Ruttner wurde 1945 in der Entnazifizierungs-Politik der Alliierten aus dem Universitätsdienst entlassen.

## Geschichte und Architektur

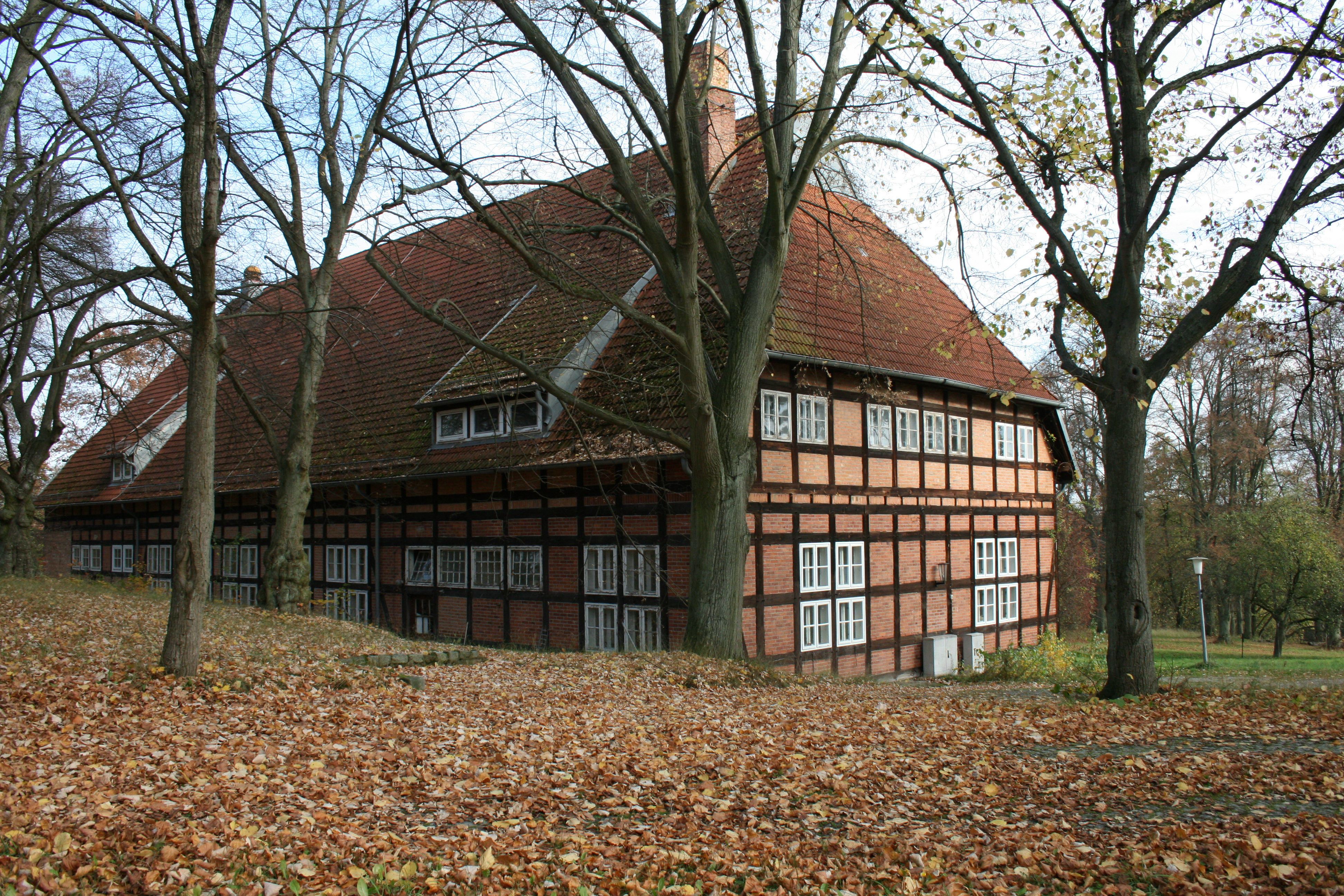
Gemeinschaftshaus in Alt Rehse

Das Gut Alt Rehse, das durch Enteignung im Jahr 1934 zunächst an den Hartmannbund gelangt war und nach dessen Auflösung zwei Jahre später der Kassenärztlichen Vereinigung zufiel, wurde ab 1935 durch den Architekten Hans Haedenkamp schrittweise umgestaltet. Er entschied sich für einen ländlich-bäuerlichen Baustil und damit bewusst gegen die an anderen Orten errichteten Monumentalbauten. Neben dem Schulungslager entstanden auch ein sogenanntes Mustergut und ein Musterdorf, für dessen Errichtung aus Häusern in Fachwerkbauweise mit Schilfdächern die alten Wohnhäuser des Dorfes Alt Rehse fast vollständig abgerissen wurden. Das Richtfest fand im Oktober 1934 statt, die ersten Schulungen im Mai 1935 und die offizielle Eröffnung am 1. Juni 1935. Die Fertigstellung war 1937 im Wesentlichen abgeschlossen.
Zentraler Ort der Schule war das Gemeinschaftshaus, in dem die Schulungen durchgeführt wurden, die Verpflegung erfolgte und die Bibliothek untergebracht war. Es war für bis zu 300 Personen dimensioniert und damit von Beginn an auch für repräsentative Veranstaltungen unter Teilnahme der nationalsozialistischen Partei- und Staatsführung vorgesehen. Hinzu kamen vier Häuser zur Unterbringung der Schulungsteilnehmer, von denen in jedem Haus in vier Zimmern mit je acht Betten insgesamt 32 Personen wohnen konnten. Für das Personal der Schule, das zunächst in den Dachgeschossen des Gemeinschaftshauses und der Wohnhäuser untergebracht war, entstand 1938 ein eigenes Haus. Im ehemaligen Herrenhaus des Gutes, das nach seiner Umgestaltung „Neues Schloss“ genannt wurde, hatten der Leiter der Schule, sein Stellvertreter und die Verwaltung ihren Sitz, außerdem waren hier auch das Krankenlager, die Wäscherei und Zimmer für Gastdozenten untergebracht. Die ständigen Lehrer wohnten in eigenen Gebäuden. Zur Freizeitgestaltung entstanden eine Turnhalle und ein Sportstadion sowie Bootshäuser und zwei Badeanstalten am Tollensesee.

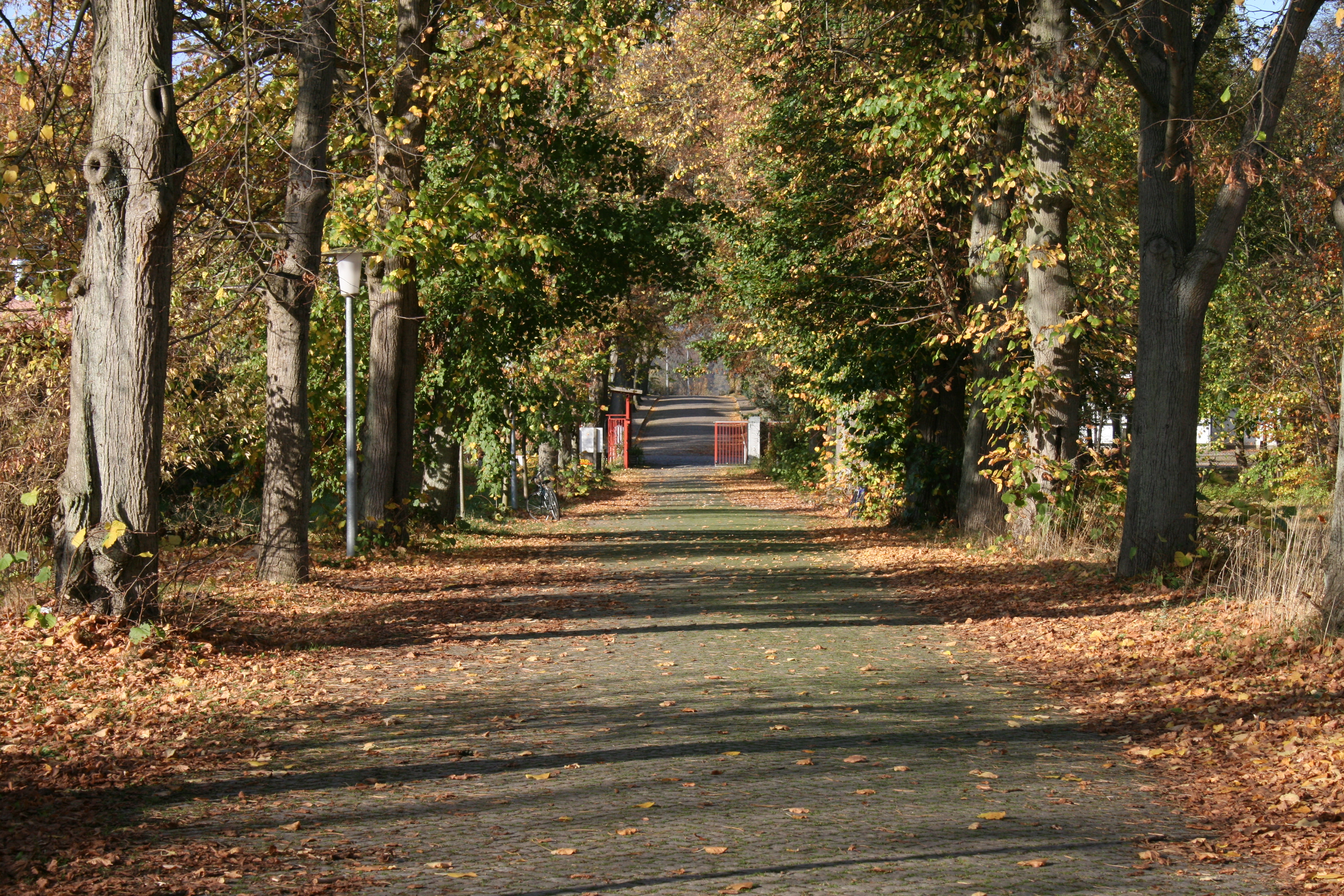
Alt Rehse

Von September 1939 bis Anfang 1941 sowie von Anfang 1943 bis zum Kriegsende diente die Schule als Lazarett. Nach dem Zweiten Weltkrieg wurde das Gelände bis 1947 von der Roten Armee genutzt, von 1948 bis 1952 diente es anschließend als Kinderdorf der Volkssolidarität für Kriegswaisen und nach dem Umzug des Kinderdorfes nach Schwerin bis 1955 als Institut für Lehrerbildung. Von 1955 bis 1958 nutzte das Ministerium für Staatssicherheit der Deutschen Demokratischen Republik (DDR) das Gelände für sein Wachbataillon als Freizeiteinrichtung, ab 1958 gehörte es der Nationalen Volksarmee (NVA). Nach der politischen Wende in der DDR und der Deutschen Wiedervereinigung übernahm 1990 die Bundeswehr die Anlage und nutzte sie nach einer entsprechenden Sanierung der Gebäude bis zu ihrem Abzug im Jahr 1998 als Wohnanlage für Offiziere. 1996 wurde eine Klage der Kassenärztlichen Vereinigung Mecklenburg-Vorpommern gegen die Bundesrepublik Deutschland auf Herausgabe des Gutes und der Grundstücke abgewiesen, auf Revision wurde verzichtet.
Seit 2002 existiert im Gutshaus unter dem Titel „Alt Rehse und der gebrochene Eid des Hippokrates“ eine von einem Verein getragene Ausstellung über die Geschichte des Dorfes Alt Rehse und der Führerschule. Ende 2009 wurde eine gemeinnützige Gesellschaft gegründet, deren Ziel die Sanierung des Gutshauses sowie dessen Ausbau zu einem Ausstellungs-, Kultur- und Studienzentrum zur Aufarbeitung der Geschichte Alt Rehses und der Führerschule ist.